# Severomuisk
Severomuisk (en ruso: Северому́йск) es una localidad de la república de Buriatia, Rusia, localizada 90 km al suroeste de Taksimo, la capital del distrito en el que se encuentra. Su población era de 2200 habitantes en el año 2010.

## Historia

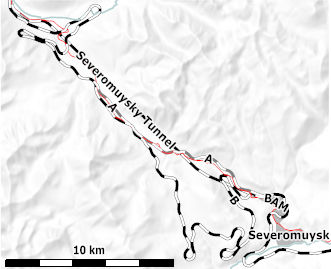
Mapa del túnel de ferrocarril de Severomuisk

Se encuentra junto a la puerta este del túnel de ferrocarril de Severomuisk.